# Brazzers
Brazzers är ett pornografiskt produktionsbolag i Nordamerika. Brazzers består av 31 hårdpornografiska webbplatser. Ägare till bolaget är anno 2022 Mindgeek, en multinationell företagskoncern baserad i kanadensiska Montréal.
Medan webbplatsen underhålls från Montréal, produceras majoriteten av scenerna i Las Vegas i Nevada, San Antonio i Texas, Los Angeles i Kalifornien och Miami i Florida.
Brazzers.com är ofta rankad som en av de 500:a mest visade webbplatserna globalt.

## Historia
Varumärket Brazzers startades 2005 av Ouissam Youssef och Stephane Manos, vänner på Concordia University, i lag med Matt Keezer. Man blev därefter del av en större grupp av pornografiska webbplatser under företagsnamnet Mansef. Brazzers kom tidigt under branschkritik för sin association med strömmande media-sajter som Pornhub (ägd av Mindgeek). Som svar initierade Brazzers 2009 en kamp mot piratkopiering.
Efter flera ägarförändringar var Brazzers 2017 ledd av VD:n Feras Antoon. Ägarbolaget Mindgeek var då officiellt registrerat i Luxemburg.

## Priser
- AVN Awards 2009 – "Best Adult Website"[5]
- AVN Awards 2009 – "Best New Video Production Company"
- AVN Awards 2009 – "Best Big Bust Release, Big Tits at School"
- XBIZ Award 2009 – "Affiliate Program of the Year"[6]
- AVN Awards 2010 – "Best Big Bust Series, Big Tits at School"[7]
- AVN Awards 2011 – "Best Membership Site Network"[8]
- AVN Awards 2011 – "Best Big Bust Series, Big Tits at School"[8]
- AVN Awards 2011 – "Best Vignette Release, Pornstar Punishment"[9]
- AVN Awards 2012 – "Best Big Bust Series"[10]
- AVN Awards 2012 – "Best Membership Website"[10]
- AVN Awards 2013 - Haris Nevesinjac - Biggest cock
- XBIZ Award 2014 – Studio Site of the Year (Brazzers.com)[11]
- XBIZ Award 2015 – Adult Site of the Year - Multi-Genre (Brazzers.com)[12]
- XBIZ Award 2016 – Adult Site of the Year - Video (Brazzers.com)[12]
- XBIZ Award 2017 – Best Art Direction for Storm of Kings[12]